# Ambasciatori sardi in Francia
L'ambasciatore sardo in Francia era il primo rappresentante diplomatico del regno di Sardegna in Francia.
Le relazioni diplomatiche iniziarono ufficialmente nel 1814, dopo il Congresso di Vienna, e rimasero attive sino al 1861 quando il regno di Sardegna venne assorbito nel neonato regno d'Italia e le funzioni di rappresentanza diplomatica passarono all'ambasciatore italiano in Francia. 

## Regno di Sardegna
- 1853–1859: Salvatore Pes di Villamarina (1808–1877)

1861: Chiusura dell'ambasciata